# Oskar Rex
Oskar Rex, psán též Oscar (26. března 1857 Štýrský Hradec nebo Praha – 8. února 1928 Praha) byl rakouský malíř působící v Praze, představitel žánrové malby.

## Život
Narodil se v rodině vojenského lékaře MUDr. Ignáce Rexe (* 1822) a jeho manželky Emanuely, rozené Schützové (1832–1884) jako jedno ze sedmi dětí. Jeho bratr MUDr. Hugo Rex byl profesorem pražské německé univerzity.
Oskar Rex vyrůstal v Praze. V lednu 1878 odešel do Mnichova studovat na Akademii výtvarných umění. Od roku 1881 pobýval v Paříži, kde byl žákem Mihála von Munkácsy, Gustava Boulangera a Julese Lefebvra. Do Prahy se vrátil kolem roku 1890.
V roce 1926 se po delším pobytu v cizině vrátil do Prahy, v roce červnu 1927 zde podstoupil složitou oční operaci. V Praze také zemřel.

### Rodinný život
Byl dvakrát ženat – první manželka Marie, rozená Eudes (* 1860), druhá manželka Nora, rozená Thébauet (* 1867). Manželství byla bezdětná.

## Dílo

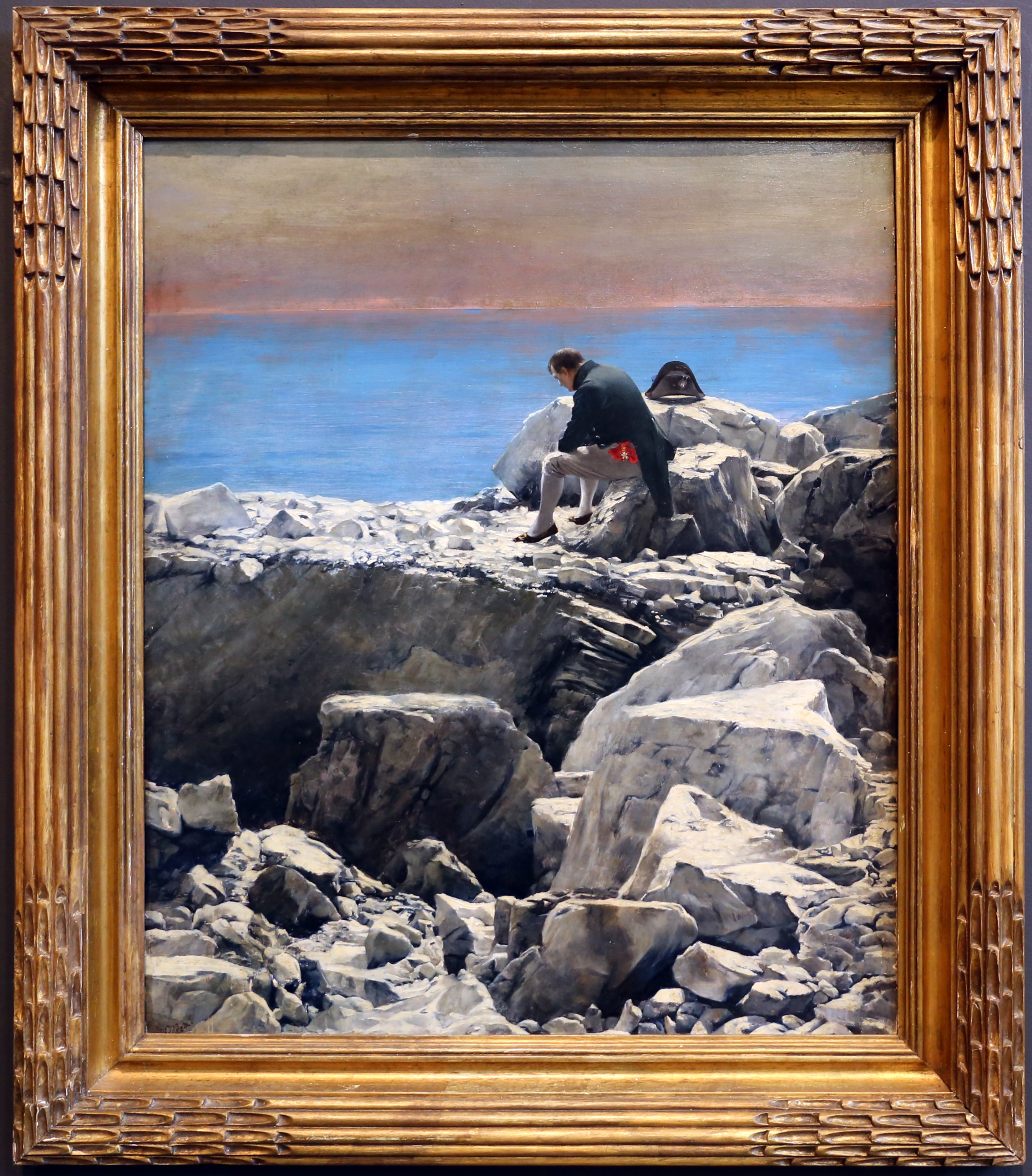
Je konec, Napoleone (Napoleon na Svaté Heleně)

V roce 1889 se zúčastnil výstavy mnichovského uměleckého družstva. V roce 1891 byla jedna z jeho kreseb uvedena na každoroční výstavě výtvarných umělců ve Vídni. Na světové výstavě v Paříži v roce 1900 bylo jedno z jeho děl oceněno bronzovou medailí. Rex se proslavil krátce před první světovou válkou, když ve 38 městech představil cyklus více než 30 obrazů se scénami ze života Napoleona.
Oskar Rex vystavoval často v Praze. Jeho díla česká kritika zaznamenávala, obvykle s výhradami.
Knižně vyšlo např.:
- Praha je Praha (soubor třiceti kreseb tuší z pražského prostředí, knižní vydání; dostupné online)[10]

## Zajímavost
V roce 1901 se Oskar Rex soudil o vlastnictví svého obrazu. Jednalo se o vypodobení pražské usedlosti Cikánka, které její majitelka zakoupila za 375 zl a zapůjčila pro světovou výstavu v Paříži. Po návratu obrazu do Prahy o něj projevila zájem Společnost vlasteneckých přátel umění, která ho chtěla odkoupit za 600 zl. Malíř, který se odvolával na údajnou ústní dohodu s majitelkou, podle které jí malbu měl nahradit jinou, tento soud prohrál.

## Galerie

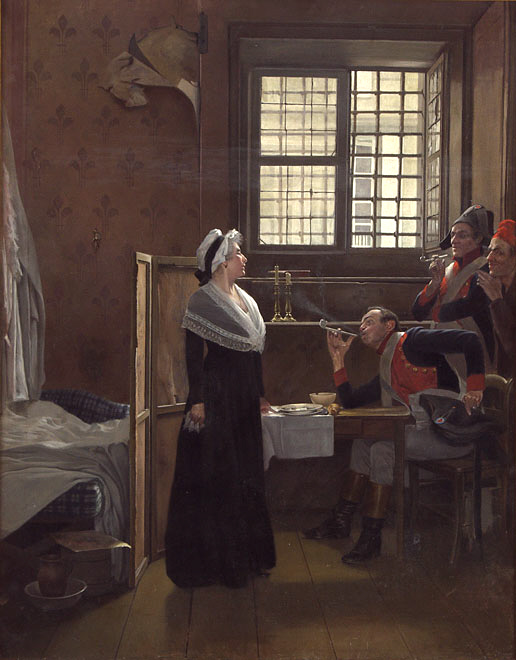
Marie Antoinetta ve vězení
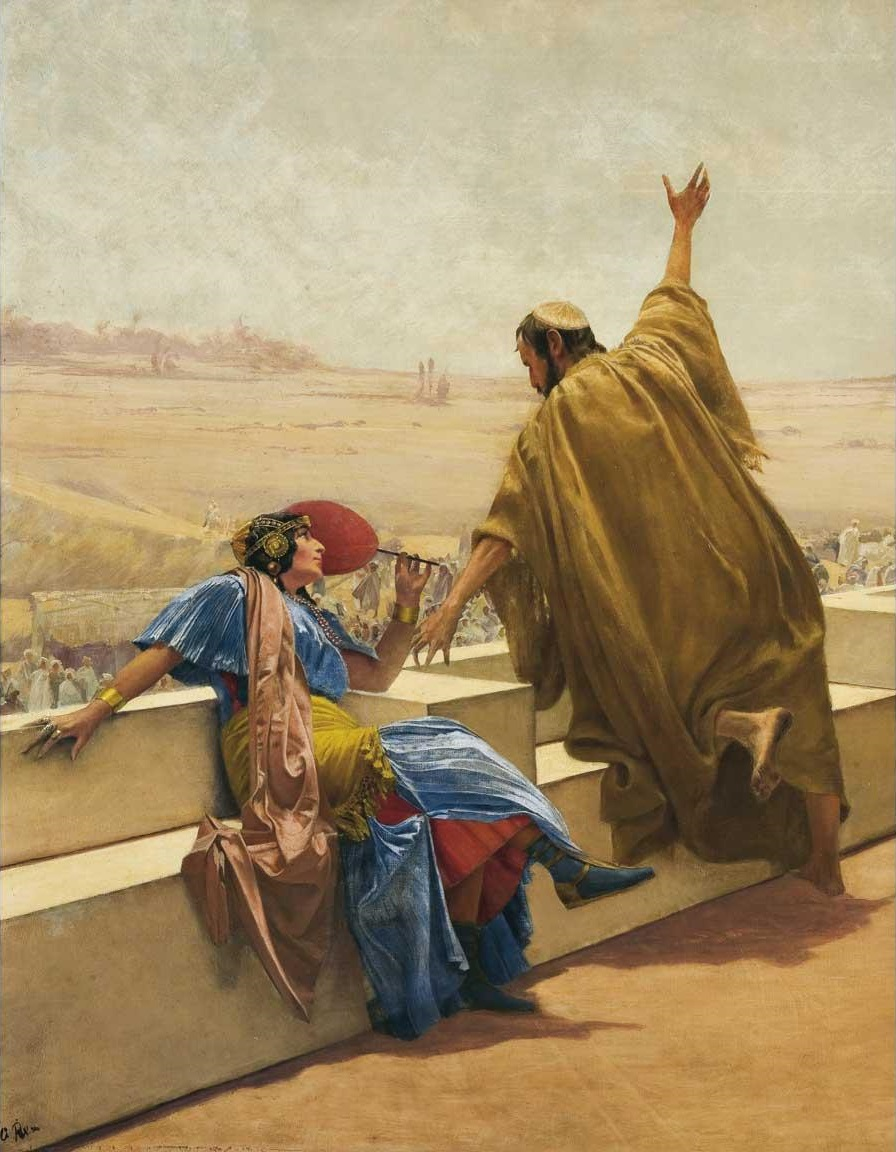
Orientální scéna
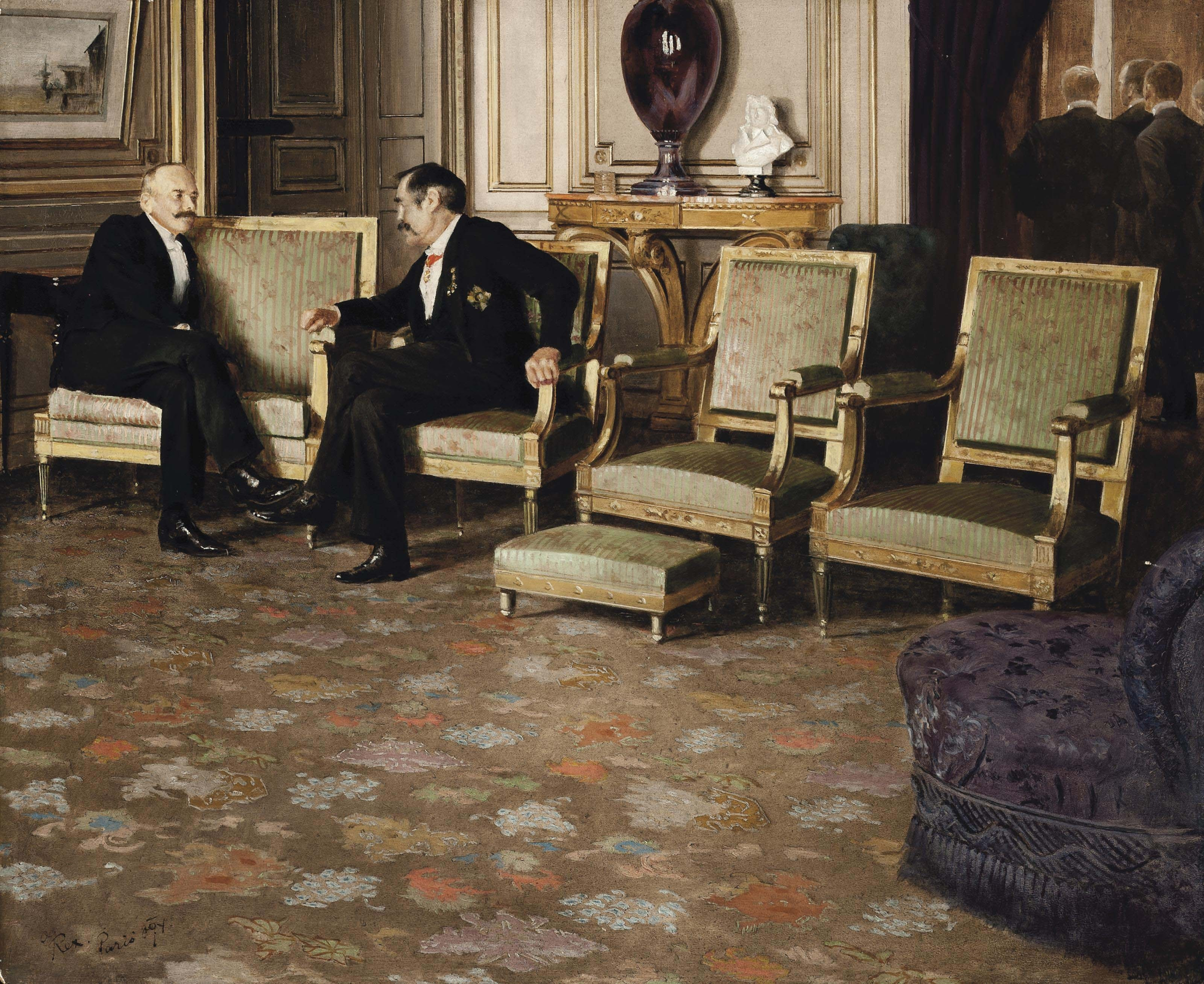
Tiché slovo (1894)
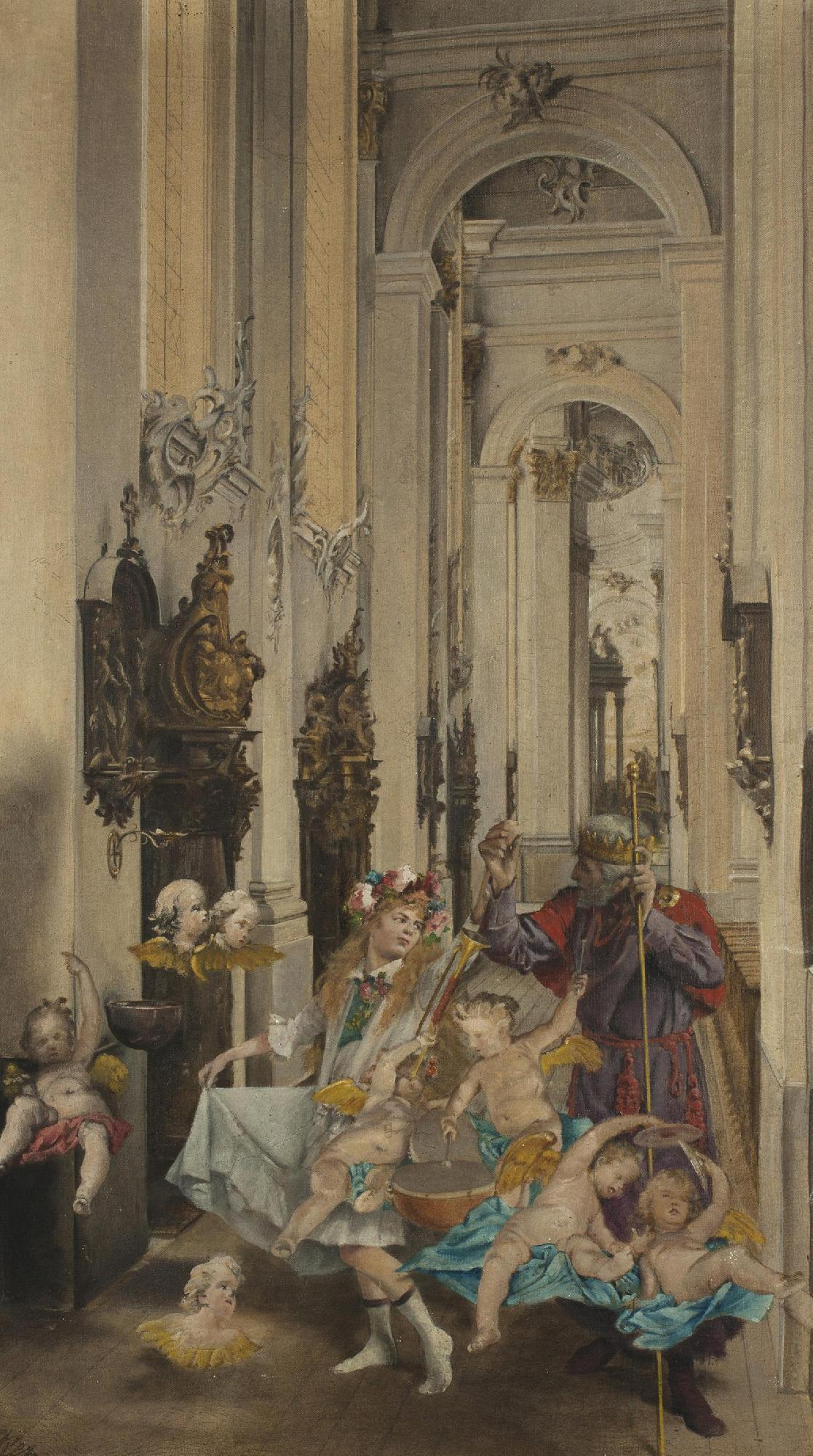
Královský tanec
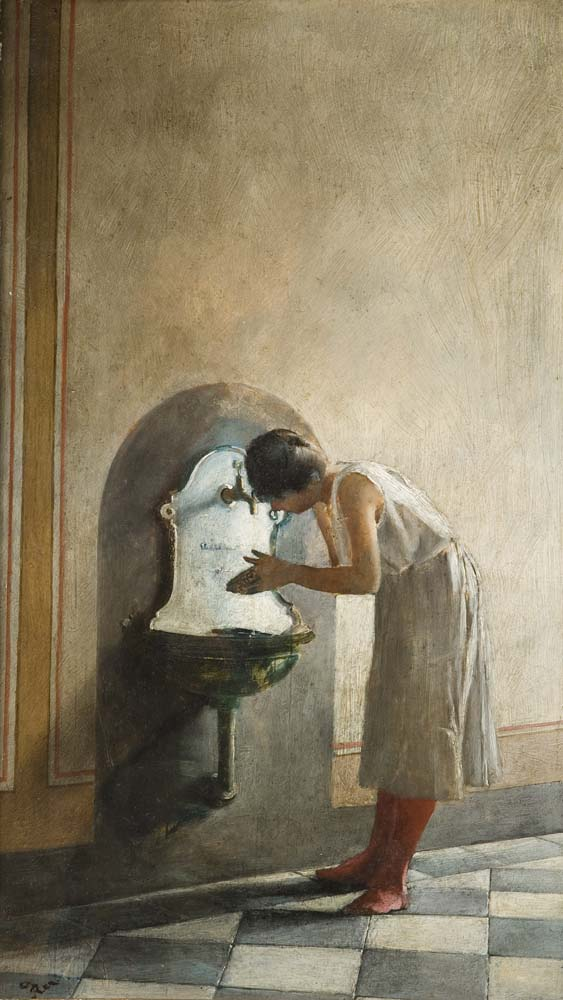
Dívka na chodbě u umyvadla
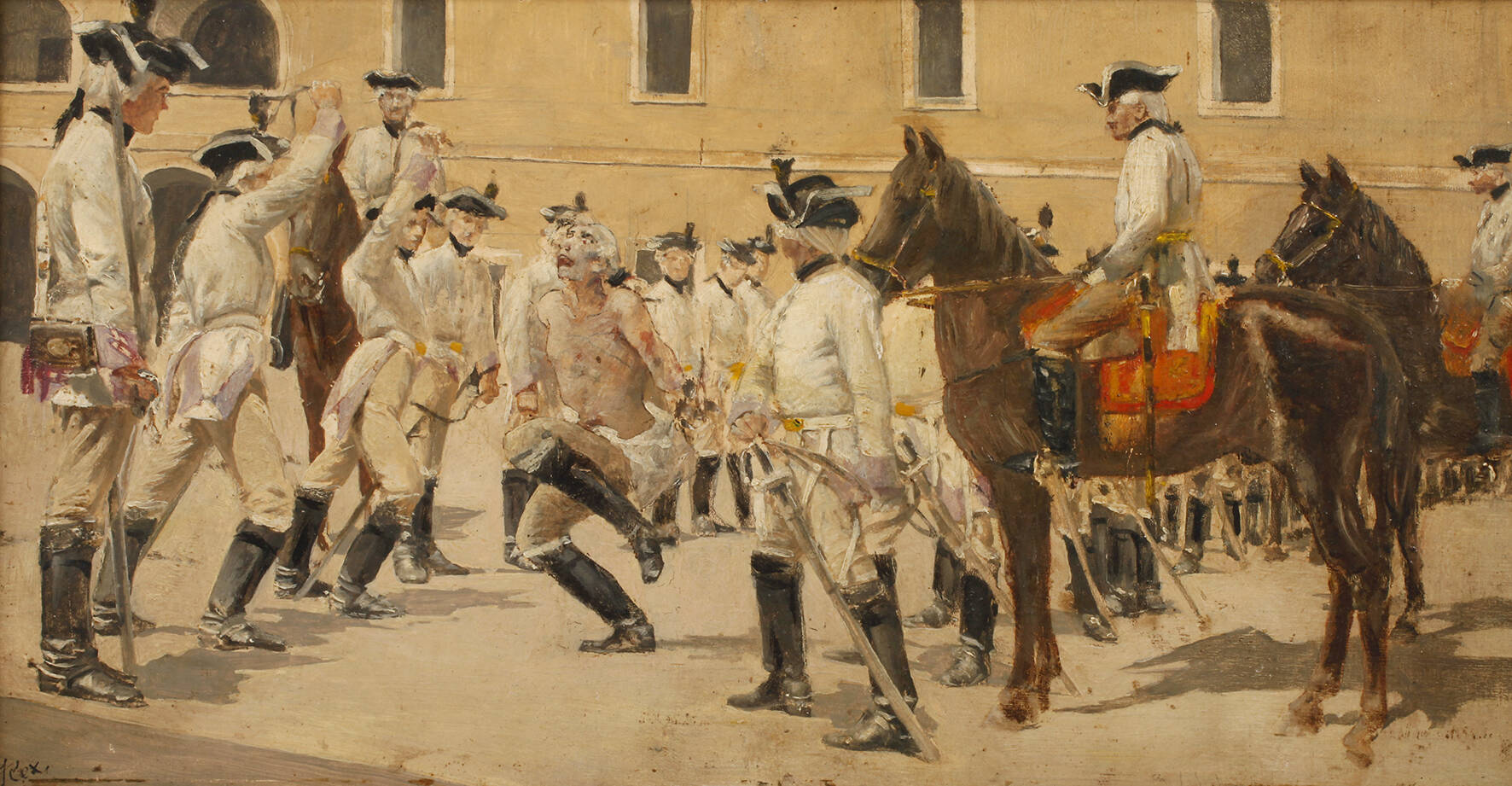
Běh uličkou
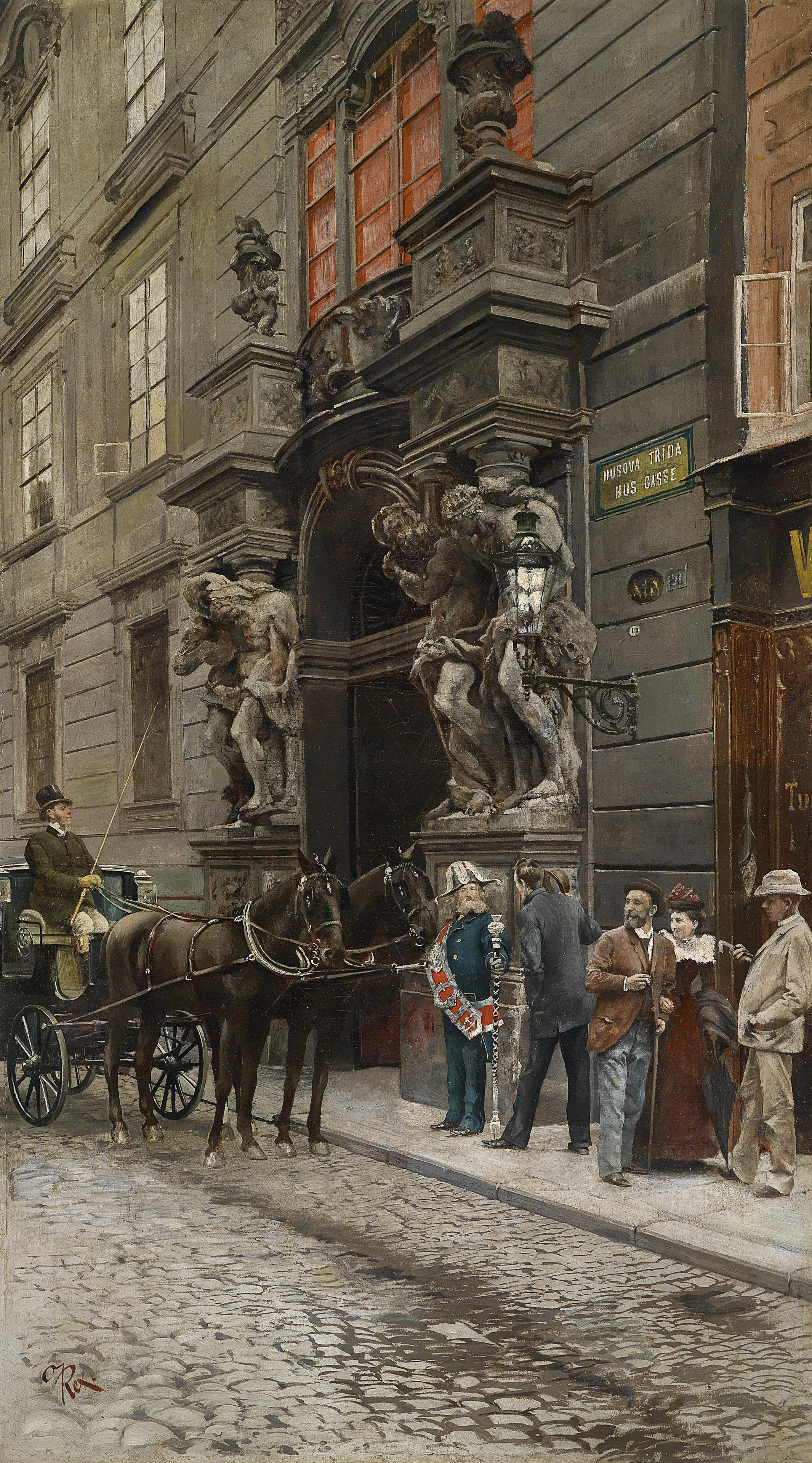
Fiakr před Clam-Gallasovým palácem v Praze
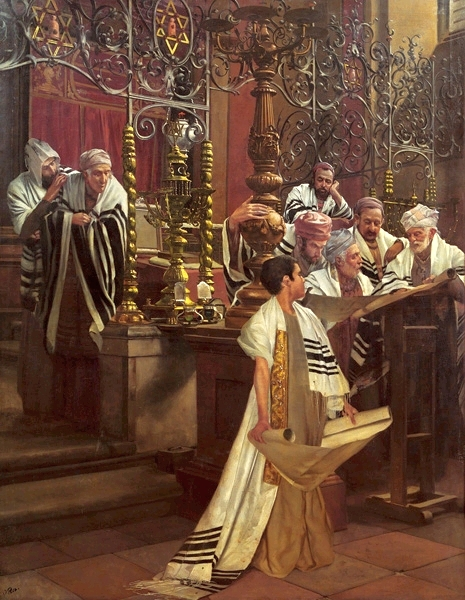
Bar micva
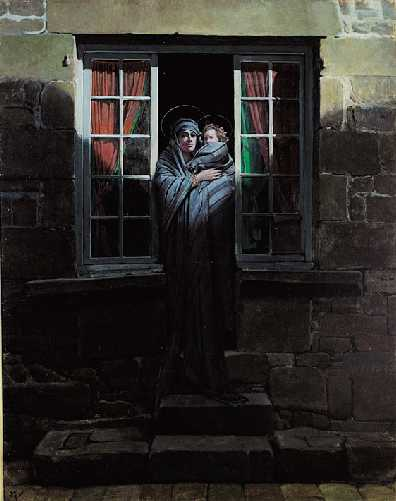
Madona s dítětem